# 山崎円美
山崎 円美（やまざき まるみ、1990年6月9日 - ）は、埼玉県出身の女子サッカー選手、女子フットサル選手。サッカーのポジションはミッドフィールダー、フォワード。

## 来歴

### ユース
7歳でサッカーを始めた。高校生時代はASエルフェン狭山FCに在籍し、2007年には2部の得点王にあたる24得点を挙げた

### シニア
浦和レッズレディースユースを経て、2009年、アルビレックス新潟レディースに入団、同時に新潟医療福祉大学健康科学部健康スポーツ学科に進学（同期に小原由梨愛、1年先輩に川村優理）。
2016年6月より、AC長野パルセイロ・レディースへ完全移籍。
2018年シーズンより、ジェフユナイテッド市原・千葉レディースへ完全移籍。
2021年1月、WEリーグ・大宮アルディージャVENTUSへ完全移籍で加入した。
2023年6月29日、現役引退することがクラブから発表された。
同年7月12日、日本女子フットサルリーグに所属するさいたまSAICOLOに加入することが発表された。

### 代表
同年、U-19日本代表に選出され、中国で開催されたAFC U-19女子選手権2009では、3試合に出場した。
2013年2月、アルガルヴェ・カップ2013に出場するなでしこジャパンのメンバーに初選出された。3月6日のノルウェー戦で、A代表初出場を果たした。

## 所属クラブ

### ユース
- 1998年 - 2002年 安松FC/TSガールズ
- 2003年 - 2004年 ラガッツァFC
- 2005年 所沢市立安松中学校サッカー部
- 2006年 - 2007年 ASエルフェン狭山FC（埼玉県立所沢中央高等学校[11]）
- 2008年 浦和レッズレディースユース（埼玉県立所沢中央高等学校）

### なでしこ
- 2009年 - 2016年 アルビレックス新潟レディース（2009年 - 2013年：新潟医療福祉大学）
- 2016年 - 2018年 AC長野パルセイロ・レディース
- 2018年 - 2020年 ジェフユナイテッド市原・千葉レディース

### WEリーグ
- 2021年 -2023年 大宮アルディージャVENTUS

## 個人成績

### クラブ
| 国内大会個人成績 | 国内大会個人成績             | 国内大会個人成績 | 国内大会個人成績 | 国内大会個人成績 | 国内大会個人成績 | 国内大会個人成績 | 国内大会個人成績 | 国内大会個人成績 | 国内大会個人成績 | 国内大会個人成績 | 国内大会個人成績 |
| 年度             | クラブ                       | 背番号           | リーグ           | リーグ戦         | リーグ戦         | リーグ杯         | リーグ杯         | オープン杯       | オープン杯       | 期間通算         | 期間通算         |
| 年度             | クラブ                       | 背番号           | リーグ           | 出場             | 得点             | 出場             | 得点             | 出場             | 得点             | 出場             | 得点             |
| 日本             | 日本                         | 日本             | 日本             | リーグ戦         | リーグ戦         | リーグ杯         | リーグ杯         | 皇后杯           | 皇后杯           | 期間通算         | 期間通算         |
| ---------------- | ---------------------------- | ---------------- | ---------------- | ---------------- | ---------------- | ---------------- | ---------------- | ---------------- | ---------------- | ---------------- | ---------------- |
| 2006             | ASエルフェン埼玉             | 13               | なでしこ Div.2   | 20               | 4                | -                | -                | 2                | 0                | 22               | 4                |
| 2007             | ASエルフェン埼玉             | 18               | なでしこ Div.2   | 18               | 24               | 3                | 1                | 2                | 0                | 23               | 25               |
| 2009             | アルビレックス新潟レディース | 18               | なでしこ Div.1   | 8                | 0                | -                | -                | 0                | 0                | 8                | 0                |
| 2010             | アルビレックス新潟レディース | 18               | なでしこ         | 12               | 0                | 4                | 0                | 3                | 0                | 19               | 0                |
| 2011             | アルビレックス新潟レディース | 6                | なでしこ         | 4                | 0                | -                | -                | 0                | 0                | 4                | 0                |
| 2012             | アルビレックス新潟レディース | 6                | なでしこ         | 17               | 8                | 5                | 1                | 1                | 1                | 23               | 10               |
| 2013             | アルビレックス新潟レディース | 9                | なでしこ         | 18               | 6                | 7                | 2                | 4                | 1                | 29               | 9                |
| 2014             | アルビレックス新潟レディース | 9                | なでしこ         | 21               | 11               | -                | -                | 2                | 2                | 23               | 13               |
| 2015             | アルビレックス新潟レディース | 9                | なでしこ1部      | 21               | 9                | -                | -                | 5                | 1                | 26               | 10               |
| 2016             | アルビレックス新潟レディース | 9                | なでしこ1部      | 0                | 0                | -                | -                | -                | -                | 0                | 0                |
| 2016             | AC長野パルセイロ・レディース | 28               | なでしこ1部      | 7                | 2                | 3                | 0                | 2                | 0                | 12               | 2                |
| 2017             | AC長野パルセイロ・レディース | 9                | なでしこ1部      | 13               | 1                | 5                | 2                | 1                | 0                | 19               | 3                |
| 2018             | ジェフ千葉レディース         | 19               | なでしこ1部      | 18               | 2                | 7                | 1                | 4                | 1                | 29               | 4                |
| 2019             | ジェフ千葉レディース         | 9                | なでしこ1部      | 17               | 2                | 8                | 1                | 0                | 0                | 25               | 3                |
| 2020             | ジェフ千葉レディース         | 6                | なでしこ1部      | 10               | 1                | -                | -                | 3                | 0                | 13               | 1                |
| 2021-22          | 大宮アルディージャVENTUS     | 7                | WE               | 14               | 0                | -                | -                | 2                | 0                | 16               | 0                |
| 2022-23          | 大宮アルディージャVENTUS     | 7                | WE               | 5                | 0                | 3                | 0                | 2                | 1                | 10               | 1                |
| 通算             | 日本                         | 日本             | 1部              | 185              | 42               | 42               | 7                | 29               | 7                | 256              | 56               |
| 通算             | 日本                         | 日本             | 2部              | 38               | 28               | 3                | 1                | 4                | 0                | 45               | 29               |
| 総通算           | 総通算                       | 総通算           | 総通算           | 223              | 70               | 47               | 8                | 33               | 7                | 303              | 85               |

- 日本女子サッカーリーグ
  - 初出場 - 2006年5月21日 なでしこリーグ ディヴィジョン2 第1節 ジェフユナイテッド市原・千葉レディース戦 (秩父市影森グラウンド)[12]
  - 初得点 - 2006年5月28日 なでしこリーグ ディヴィジョン2 第2節 福岡J・アンクラス戦 (幸手市総合公園陸上グラウンド)
  - 通算200試合出場 - 2020年8月22日 なでしこリーグ1部 第6節 アルビレックス新潟レディース戦 (新発田市五十公野公園陸上競技場)[12]

- WEリーグ
  - 初出場 - 2021年9月12日 第1節 INAC神戸レオネッサ戦 (ノエビアスタジアム神戸)

### 代表
- 2013年3月6日 - 日本代表初出場 -  ノルウェー戦 (アルガルヴェ・カップ2013)

#### 主な選出歴
- U-19日本女子代表
  - 2009年 AFC U-19女子選手権2009

- 日本女子代表（なでしこジャパン）

#### 試合数
| 日本代表 | 国際Aマッチ | 国際Aマッチ |
| 年       | 出場        | 得点        |
| -------- | ----------- | ----------- |
| 2013     | 4           | 0           |
| 通算     | 4           | 0           |

#### 出場試合
| #  | 開催日        | 開催都市         | スタジアム                   | 対戦国         | 結果  | 監督       | 大会                     | 出典   |
| -- | ------------- | ---------------- | ---------------------------- | -------------- | ----- | ---------- | ------------------------ | ------ |
| 1. | 2013年3月6日  | パルシャル       | ベラ・ヴィスタ市営スタジアム | ノルウェー     | ● 0-2 | 佐々木則夫 | アルガルヴェ・カップ2013 | [ 13 ] |
| 2. | 2013年3月11日 | ファロ ／ ローレ | エスタディオ・アルガルヴェ   | デンマーク     | ○ 2-0 | 佐々木則夫 | アルガルヴェ・カップ2013 | [ 14 ] |
| 3. | 2013年3月13日 | ファロ ／ ローレ | エスタディオ・アルガルヴェ   | 中華人民共和国 | ○ 1-0 | 佐々木則夫 | アルガルヴェ・カップ2013 | [ 15 ] |
| 4. | 2013年7月25日 | 華城             | 華城総合運動場               | 北朝鮮         | △ 0-0 | 佐々木則夫 | EAFF東アジアカップ2013   | [ 16 ] |

## タイトル

### 代表
- U-19日本女子代表
  - AFC U-19女子選手権: 1回 (2009)